# Reino Itálico
O Reino Itálico (em latim: Regnum Italiae ou Regnum Italicum) foi uma entidade política da Alta Idade Média. Na península Itálica naquele período não existia um verdadeiro e próprio Estado que pudesse impor sua autoridade: o título de rei de Itália, apesar de ser fortemente disputado por vários indivíduos em luta, era de fato um título quase exclusivamente formal, que não assegurava nenhum poder real. Este período durou desde a queda do Reino Lombardo em mãos de Carlos Magno, em 781 até o advento da autonomia comunal, no século XI.

## Origem do Reino
Em uma campanha em 773-774, Carlos Magno conquistou o Reino Lombardo, isto é, obrigou o rei Desidério a renunciar. Carlos assumiu então a coroa do reino, tomando o título de  rex Francorum et Langobardorum atque patricius Romanorum, isto é, compreendia a Itália setentrional no seu âmbito territorial. Esse novo reino carolíngio na Itália compreendia o norte e o centro da península Itálica, da qual ficava excluído o Ducado de Veneza - que compreendia a lagoa de Veneza - e os territórios da Doação de Pepino -  da qual fazia parte a Romanha, o Ducado da Pentápole e o Ducado de Roma. O Ducado de Espoleto fazia parte do reino, mas era governado por duques francos. O Ducado de Benevento, reconhecendo a supremacia franca, manteve sua independência.
A denominação Regnum Italiae começou a ser usada pela primeira vez depois de 781 para indicar os territórios do extinto Reino Lombardo conquistado por Carlos Magno e atribuído ao seu terceiro filho Pepino, tido com sua mulher Ildegarda. Com a morte de Pepino em 8 de julho de 810, sucedeu-lhe no trono o filho Bernardo.
Dada a vasta extensão do reino dos francos, em 781 Carlos Magno nomeou rei nas zonas periféricas da Aquitânia e Itália, respectivamente os filhos Luís e Pepino. O objetivo era de manter a sua política expansiva e o filho Pepino foi um excelente continuador da política paterna contra o Império Bizantino. À morte de Pepino em 810, a dignidade real foi atribuída por Carlos a Bernardo, filho de Pepino. Ao mesmo tempo, porém, Carlos preparou a sua sucessão, conferindo ao filho Luís (mais tarde conhecido como Luís, o Piedoso).
Quando Carlos Magno morreu em 814, a carga imperial passou ao seu filho Luís o Piedoso, que designou o Reino Itálico ao seu primogênito Lotário I com a consequente rebelião de Bernardo, o qual depois de ser derrotado e aprisionado, morreu em 17 de abril de 818. A luta pela sucessão terminou em 843 com o tratado de Verdun que deu origem a três reinos que depois adquiriram conotações nacionais:
- O Reino Itálico e Lotaríngia, sob Lotário I[5]
- Frância Oriental sob Luís;
- Frância Ocidental sob Carlos o Calvo.

O primeiro, que tinha como capital Pavia, compreendia os ex-territórios lombardos chamados ao norte Lombardia Maior, ou seja os territórios correspondentes às atuais regiões italianas de Piemonte, Ligúria, Lombardia, Toscana, Trentino, Friul e Vêneto com a exceção da zona  de Veneza, e a Lombardia Menor, ou seja, o Ducado de Espoleto (parte do Patrimonium Sancti Petri) e o Ducado de Benevento no centro sul.

## A anarquia feudal
Com o enfraquecimento do poder imperial, os territórios do Reino Itálico ficaram em um estado de anarquia feudal, dominada pelos senhores locais, embora alguns fracos monarcas tenham ascendido ao trono, às vezes mesmo sendo coroados pelo papa.
Uma exceção relativamente sólida foi o governo de Hugo de Provença, que entre 926 e 946 reinou e buscou resolver as disputas hereditárias sobre o título associando-o ao seu filho Lotário II. Este reinou até 950, e foi sucedido pelo marquês de Ivrea, Berengário II, que por sua vez escolheu como sucessor o filho Adalberto. Berengário, temendo lutas e tramas pelo poder, perseguiu a viúva de Lotário II, Adelaide, que se volta ao imperador alemão Oto I, pedindo-lhe ajuda frente à usurpação da coroa por parte de Berengário.

## A reconquista de Oto
A perseguição de Adelaide deu o pretexto a Oto I para invadir a Itália, para a qual já devia ter planos uma vez consolidado seu poder na Alemanha. A sua expedição teve principalmente três motivos:
1. A Itália era atravessada pelas principais vias de comunicação;
2. Na Itália, Oto podia confrontar-se com o Imperador bizantino, que possuía  ainda numerosos territórios sobretudo na costa adriática e na Itália meridional;
3. Na Itália residia o papa, com quem Oto pretendia ter um relacionamento direto.

Depois de ter derrotado Berengário, entrou na capital Pavia, desposou Adelaide e tomou a coroa italiana em 951, ligando-a à do Sacro Império Romano-Germânico. Oto talvez tivesse desejado prosseguir até Roma, mas a pressão dos húngaros na Alemanha o obrigou a voltar.
Desta época em diante, a coroa da Itália foi institucionalmente ligada à coroa imperial do Sacro Império e foi automaticamente herdada pelos sucessores de Oto I até 1002.

## A revolta dos feudatários italianos
Em 1002, os feudatários italianos, reunidos em Pavia, decidiram designar a coroa de Itália a um deles, cansados do vazio de poder causado pela falta de autoridade do soberano alemão e descontentes de sua aliança com a hierarquia eclesiástica que os excluía. Foi escolhido então o marquês de Ivrea o príncipe Arduíno d'Ivrea, mas ele encontrou dura resistência sobretudo entre os feudatários eclesiásticos da planície padana. Derrotado, foi obrigado a retirar-se ao monastério de Fruttuaria, onde morreu em 1014. Oto III, o imperador antagonista de Arduíno, foi no meio-tempo morto em 1002, enquanto buscava reentrar em Roma, de onde fora expulso pelos nobres seus inimigos.

## O fim do Reino Itálico
O Regnum Italiae deixou de facto de existir com o advento da autonomia comunal. Sobretudo a ambição autonomista e, em alguns casos, independentista dos feudatários italianos não permitiram jamais ao Reino de assumir uma força e um peso político relevante.

## Mapas

Reino de Carlos, depois da derrota dos Ávaros (791)
A Europa depois do Tratado de Verdun
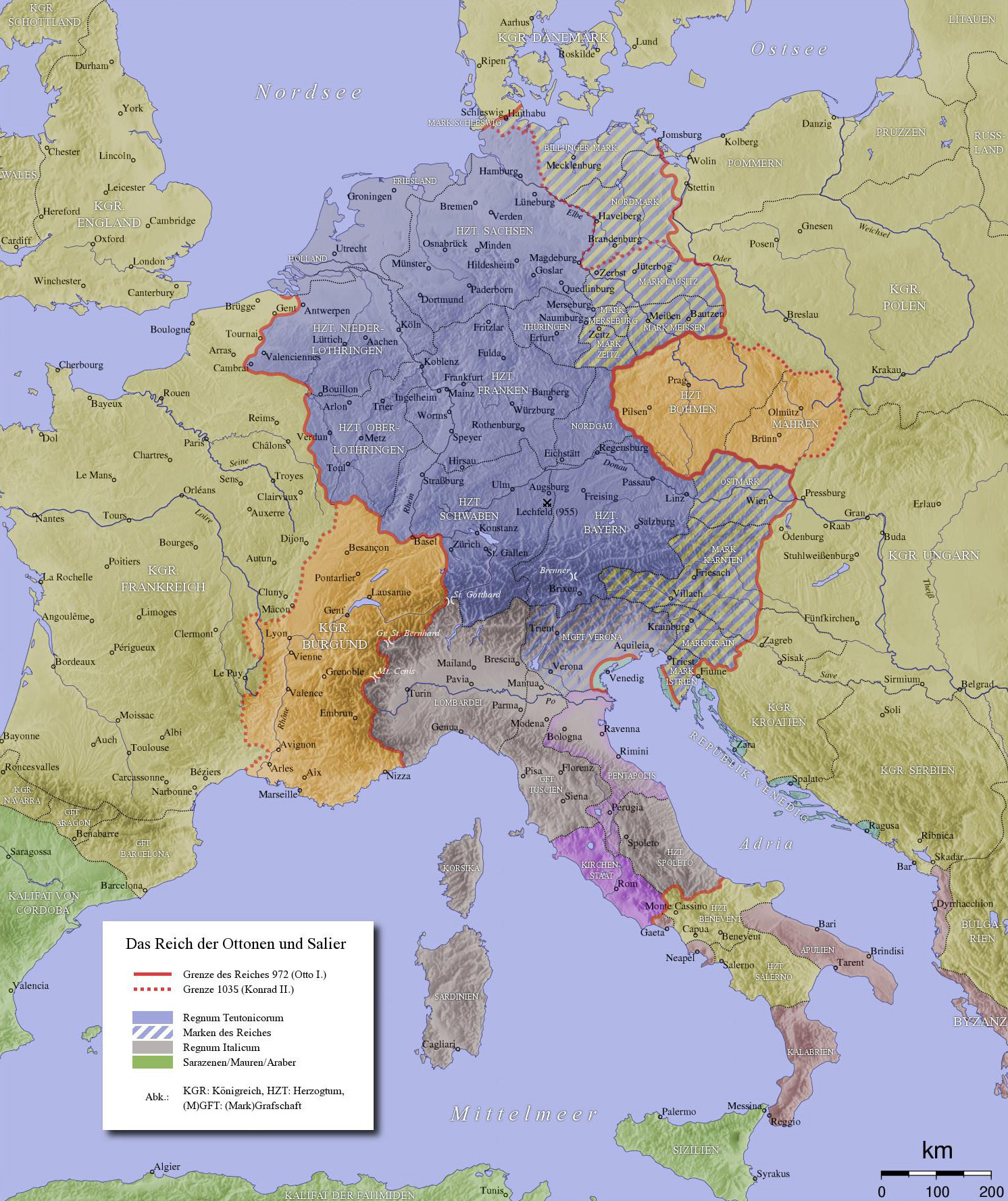
Sacro Império Romano-Germânico